# 神農直隆
神農 直隆（かみの なおたか、1981年1月5日 - ）は、日本の俳優。大阪府出身。身長は183cm、血液型はA型。東海大学 海洋学部卒業。 クリオネ所属。
2005年から2010年まで劇団M.O.P.に在籍していた。

## 出演

### テレビドラマ
- ありふれた奇跡 第1話（2009年、フジテレビ）
- オトコマエ!2 第9話（2009年、NHK）
- 地下鉄サリン事件 15年目の闘い〜あの日、霞ヶ関で何が起こったのか〜 （2010年、フジテレビ）
- 私はシャドウ 第7話（2011年、TBS）
- 世にも奇妙な物語 2012年 春の特別編 「7歳になったら」（2012年、フジテレビ）
- 三毛猫ホームズの推理 第7話（2012年、日本テレビ）
- 家族のうた 第8話（2012年、フジテレビ）
- はつ恋 第7話（2012年、NHK）
- NHK大河ドラマ
  - 平清盛 （2012年）
  - おんな城主 直虎 （2017年）- 今川家の使者 役
  - 西郷どん （2018年）- 佐田白茅 役
  - 青天を衝け （2021年）- 市川三左衛門 役
- ドクターX〜外科医・大門未知子〜 第1話（2012年、テレビ朝日）
- 遅咲きのヒマワリ〜ボクの人生、リニューアル〜 第5話（2012年、フジテレビ）
- 償い 第2話（2012年、NHK BSプレミアム）
- 相棒 （テレビ朝日）
  - season11 第13話「幸福な王子」（2013年）- 濱田アートプロジェクト社長 濱田雅志（ 佐々木研 ）の部下 大石貴伸 役
  - season16 第19話「少年A」（2018年）- 暴力団員 土生田剛 役
  - season19 第19話「暗殺者への招待」（2021年）- 検事 田巻善治 役
- ハンチョウ〜警視庁安積班〜6 第6話（2013年、TBS）
- 空飛ぶ広報室 第7話（2013年、TBS）
- ガリレオXX 内海薫最後の事件 愚弄ぶ（2013年、フジテレビ）
- 救命病棟24時 第5シリーズ（2013年、フジテレビ）
- 嫌われる勇気（2017年、フジテレビ） - 市川尚道 役
- 刑事7人（2018年、テレビ朝日） ‐ 沼田篤史 役
- SUITS/スーツ（2018年、フジテレビ）- 財田伸一郎 役

### 映画
- 任侠ヘルパー（西谷弘監督、2012年）
- おれノート忘れた - 主役

### CM
- アサヒビール クリアアサヒ 「打ちアゲ篇・フライガール篇」（2012年）
- アサヒビール クリアアサヒ「びっくり鍋篇・幻のヤミ鍋篇」（2012年）
- 「ブライダルNo.1」- 主役
- 富士「カントリークラブ」

### 舞台
- 「捕われマルガリータ」（2001年） - 主役
- クラシックバレイ「ロミオとジュリエット」（2001年、森本バレイ）
- オペラ「アッティラ」（2001年、琵琶湖ホール）
- 静岡まぴっくあろえプロジェクト第一回公演「ぼくとかぐやひめ」（2002年）
- 「コーリキ」（2002年）
- 「マリーアントワネット」（2004年、新橋演舞場）
- 「Boy・be・・・」（2004年、本多劇場）
- レモンライブ「バックステージ」（作・演出：齋藤栄作、2009年、下北沢駅前劇場 OFF・OFFシアター）
- 「晩秋」（作・演出：マキノノゾミ、2009年、明治座）
- 「取り立てやお春」（作・演出 : マキノノゾミ、2010年、明治座 他）
- 「取り立てやお春」（作・演出 : マキノノゾミ、2011年、松竹座）
- 「秘密はうたう　A Song at Twilight」（作：ノエル・カワード/演出：マキノノゾミ、2011年、紀伊國屋サザンシアター 他）
- Clione Compilation Reading II「Rainmen in Noel　雨男たちのクリスマス〜"リコ"という名の天使〜」（作・演出 : 本田誠人、2012年）
- ネオ・オペラ「マダムバタフライX」（構成・演出 : 宮本亜門、2012年、神奈川芸術劇場（ホール））
- 「ISAMU プレ公演」（脚本：倉持裕/演出 : 宮本亜門、2013年、サンポートホール高松）
- LEMON LIVE vol.10「トリオ」（作・演出 : 齋藤栄作、2013年） - 日替わりゲスト出演
- 「秘密はうたう　A Song at Twilight」（作 : ノエル・カワード/演出：マキノノゾミ、2013年、千葉市民会館 他）
- 「iSAMU」（原案・演出：宮本亜門、2013年、神奈川芸術劇場（ホール）/パルコ劇場 他）
- 現代能楽集VIII『道玄坂綺譚』（企画・監修 : 野村萬斎/作・演出：マキノノゾミ、2015年、世田谷パブリックシアター）[3]
- 舞台『魔法使いの嫁』（脚本・演出 : 高羽彩、2019年、あうるすぽっと）
- 舞台『魔法使いの嫁 老いた竜と猫の国』（脚本・演出：高羽彩、2020年、紀伊國屋ホール/サンケイホールブリーゼ）
- 舞台『刀剣乱舞 -維伝 朧の志士たち-』武市半平太役（脚本・演出：末満健一）TDCホール／AiiA 2.5 Theater Kobe(兵庫)／TBS赤坂ACTシアター(東京凱旋)／福岡サンパレス ホテル＆ホール(福岡)（2019年11月29日〜2020年1月18日）
- 「諜報員」（脚本・演出：野木萌葱、2024年、東京芸術劇場 シアターイースト）[4]
- 舞台『マリオネットホテル』（作・演出：末満健一、2024年、サンシャイン劇場 他）[5][6]
- 「12人のヒトラーの側近」（作・演出：石川湖太朗、2025年、吉祥寺シアター）[7]
- 「醉いどれ天使」（作：黒澤明、植草圭之助/脚本：蓬莱竜太/演出：深作健太、2025年公演予定、明治座 他）[8]

### ラジオ
- 「よ・み・き・か・せ」（TOKYO FM）
- 青春アドベンチャー（NHK-FM）
  - 「走れ歌鉄！」（2016年2月1日 - 2月12日）[9]
  - 「イッツ・ア・ビューティフルワールド」（2021年3月15日 - 26日）[10]
  - 「白銀騎士団 シルバー・ナイツ」（2022年11月7日 - 18日）[11]
  - 「影をなくした男」（2024年2月5日 - 9日）[12]
  - 「逆光のシチリア」（2024年5月27日 - 6月7日）[13]
  - 「白銀騎士団 -高貴なる亡霊-」（2025年2月24日 - 3月7日）[14]
  - 「記憶を食(は)む」（2025年9月1日 - 5日）[15]
- FMシアター（NHK-FM）
  - 「レオナルド・ダ・ヴィンチの恋人」（2021年4月17日）[16]
  - 「月につれてって」（2025年9月13日） - 藤堂 役[17]
- 特集オーディオドラマ「仙市と小夜」（2023年9月23日、NHK-FM） - 弥彦 役[18]